# سینه‌های یخی
سینه‌های یخی (فرانسوی: Les Seins de glace‎) که در ایران با نام قلب‌های یخ‌زده به نمایش درآمد، یک فیلم درام به کارگردانی ژرژ لوتنر است که در سال ۱۹۷۴ منتشر شد. از بازیگران آن می‌توان به آلن دلون اشاره کرد. این فیلم بر پایه رمانی از «ریچارد ماتیسون» ساخته شده است و محصول مشترک فرانسه و ایتالیا است. این فیلم نقدهای خوبی دریافت کرد و با فروش ۲۵۰٬۰۰۰ دلار در هفته اول نمایش در پاریس، به یک فیلم پرفروش تبدیل شد. این فیلم در فرانسه ۱٬۴۶۲٬۶۹۳ نفر را به خود جذب کرد. این فیلم در دومین جشنواره بین‌المللی فیلم سیاتل در سال ۱۹۷۷ به نمایش درآمد.

## خلاصه داستان
نویسنده یک رمان به نام «فرانسوا رولان» (با بازی کلود براسو) در یکی از سواحل جنوب فرانسه، به بانویی زیبا به نام «پگی» (با بازی می‌رِی دارک) دل می‌بندد که برای او یادآورِ شخصیتِ اصلی رمانش است. کمی بعد و در منزل «پگی»، او با یک وکیل جوان به نام «مارک ریلسون» (با بازی آلن دلون) آشنا می‌شود که مدعی است «پگی» یک روان‌پریش معتاد است و گذشته‌ای ابهام‌آمیز دارد و هر مردی را که به او نزدیک شود، به قتل می‌رساند. این موضوع، «فرانسوا» را آشفته می‌کند و ...

## بازیگران و نقش‌ها
- کلود براسو - فرانسوا رولان
- می‌رِی دارک - پگی لیسته
- آندره فالکن - کارآگاه گارنیه
- آلن دلون - مارک ریلسون
- نیکولتا ماکیاولی - ژاکلین ریلسون
- فیوره آلتوویتی - دونی ریلسون
- میشل پرلون - آلبر
- امیلیو ماسینا - استیگ